# Hasardżijja
Hasardżijja (arab. حصرجية) – wieś w Syrii, w muhafazie Hims. W 2004 roku liczyła 519 mieszkańców.